# Kameničany
Kameničany es un municipio del distrito de Ilava en la región de Trenčín, Eslovaquia, con una población estimada a final del año 2024 de 550 habitantes.
Se encuentra ubicado al norte de la región, cerca del río Váh (cuenca hidrográfica del río Danubio) y de la frontera con la República Checa.

## Demografía
| Año        | 1994 | 2004    | 2014     | 2024    |
| ---------- | ---- | ------- | -------- | ------- |
| Población  | 445  | 466     | 540      | 550     |
| Diferencia |      | +4,71 % | +15,87 % | +1,85 % |

| Año        | 2023 | 2024    |
| ---------- | ---- | ------- |
| Población  | 551  | 550     |
| Diferencia |      | −0,18 % |